# سایلرن
سایلرن (به آلمانی: Zeillern) یک منطقهٔ مسکونی در اتریش است که در بخش امستیتن واقع شده‌است. سایلرن ۱٬۷۲۲ نفر جمعیت دارد.